# Leah Remini
 (juillet 2023).
Si vous disposez d'ouvrages ou d'articles de référence ou si vous connaissez des sites web de qualité traitant du thème abordé ici, merci de compléter l'article en donnant les références utiles à sa vérifiabilité et en les liant à la section « Notes et références ».
Leah Remini est une actrice américaine née le 15 juin 1970 à Brooklyn, État de New York (États-Unis).

## Biographie
Leah Remini commence sa carrière dans la publicité avant de tourner pour différentes séries. Elle apparaît pour la première fois à la télévision dans la série Living Dolls, le spin-off de Madame est servie et joue ensuite de nombreux rôles dans des séries télévisées. En 1998, elle connaît le succès avec Un gars du Queens où elle joue le rôle de Carrie Heffernan jusqu'en 2007.
Elle est une ex membre de la scientologie. Elle est également l'auteur d'une série documentaire "Scientology and the aftermath" révélant le dessous des cartes de l'église de scientologie. Elle y raconte son propre cauchemar et d'anciens scientologues de haut niveau au sein de l'organisation ont été invités pour témoigner de leur désillusion. Dans ce documentaire bouleversant, les méthodes d'endoctrinement, de séparation des familles, de harcèlement de l'église de scientologie y sont dévoilées. Toutes les pratiques et le système lui-même sont décortiquées par d'anciens membres.

## Filmographie

### Actrice

#### Cinéma
- 1995 : Une virée d'enfer (Glory Daze) de Rich Wilkes : Theresa
- 1997 : Critics and Other Freaks de Ernie Mirich : Actrice à l'audition
- 1999 : La Jeune fille et le milliardaire (Follow Your Heart) de Lorenzo Doumani : Angie LaRocca
- 2003 : Retour à la fac (Old School) de Todd Phillips : Lara Campbell
- 2011 : Toddlers and Tiaras: Where Are They Now? (court métrage) de Rachel Goldenberg et Allison Hord : Juana
- 2018 : Seconde chance (Second Act) de Peter Segal : Joan

#### Télévision

##### Séries télévisées
- 1988 : Sois prof et tais-toi ! (Head of the class) : ? (saison 3, épisode 5)
- 1989 : Madame est servie (Who's the Boss?) : Charlie Briscoe (2 épisodes)
- 1989 : Living Dolls : Charlene 'Charlie' Briscoe (12 épisodes)
- 1990 : Normal Life (en) : Carol (saison 1, épisode 10)
- 1991 : Le Cavalier solitaire (Guns of Paradise) : Rose (saison 3, épisode 1)
- 1991 : Valerie : Joanne (saison 6, épisode 10)
- 1991 : The Man in the Family (en) : Tina Bavasso (7 épisodes)
- 1991 : Sauvés par le gong (Saved by the Bell) : Stacey Carosi (6 épisodes)
- 1991 et 1993 : Cheers : Serafina Tortelli (saison 10, épisode 6 et saison 11, épisode 15)
- 1992 : Petite Fleur (Blossom) : Ellen (saison 2, épisode 20)
- 1993 : Evening Shade (en) : Daisy (3 épisodes)
- 1994 : L'As de la crime (The Commish) : Gail Ross (saison 3, épisode 21)
- 1994 : Le Rebelle (Renegade) : Tina (saison 3, épisode 4)
- 1994-1996 : Fantôme 2040 (Phantom 2040) : Sagan Cruz / Segan Cruz (22 épisodes), (voix)
- 1995 : Diagnostic : Meurtre (Diagnosis Murder) : Agnes Benedetto (saison 2, épisode 19)
- 1995 : Friends : Lydia (saison 1 , épisode 23 : Celui qui a failli rater l'accouchement)
- 1995 : First Time Out (en) : Dominique Costellano (12 épisodes)
- 1996 : Les Motards de l'espace (Biker Mice from Mars) : Carbine (2 épisodes), (voix)
- 1996 : New York Police Blues (NYPD Blue) : Angela Bohi (saison 3, épisode 21 : Hors limites)
- 1997-1998 : Fired Up (en) : Terry Reynolds (28 épisodes)
- 1998-2007 : Un gars du Queens (The King of Queens) : Carrie Heffernan (206 épisodes)
- 2007-2008 : In the Motherhood : Kim (8 épisodes)
- 2009 : Lopez Tonight (en) : Carrie Heffernan (dans l'épisode diffusé le 15 décembre 2009)
- 2012 : The High Fructose Adventures of Annoying Orange (en) : Butch Ravioli / Polly Prune (2 épisodes), (voix)
- 2013 : Family Tools : Terry Baumgardner (13 épisodes)
- 2013 : Phinéas et Ferb (Phineas and Ferb) : Doreen (voix, 2 épisodes)
- 2014-2015 : The Exes : Nicki (15 épisodes)
- 2017 : Kevin Can Wait : Vanessa Cellucci (saison 2)

##### Téléfilms
- 1992 : Une deuxième chance (Getting Up and Going Home) de Steven Schachter : Stephanie O'Neil
- 1993 : Harlan & Merleen de Burt Reynolds : Frankie
- 1995 : Star Witness de Ulli Lommel : ?
- 1999 : Robbie le renne dans la grande course polaire (Hooves of Fire) de Richard Starzak : Vixen (voix)
- 2002 : Legend of the Lost Tribe de Peter Peake : Koala (voix)
- 2009 : Married Not Dead de Andy Cadiff : Jessica
- 2009 : It Takes a Village de Michael Fresco : Karen

### Productrice
- 2003 : Inside Out: Leah Remini (documentaire)
- 2014 : Leah Remini: It's All Relative (en) (8 épisodes)
- 2016 : Leah Remini: Scientology and the Aftermath (en)

### Jeux vidéo
- 1993 : Gabriel Knight: The Sins of the Fathers : Grace Nakimura (voix)